# Regio-Tour 1998
Il Regio-Tour 1998, quattordicesima edizione della corsa, si svolse dal 5 al 9 agosto 1998 su un percorso di 789 km ripartiti in 5 tappe (la terza suddivisa in due semitappe), con partenza da Rust e arrivo a Vogtsburg im Kaiserstuhl. Fu vinto dall'italiano Mirko Celestino della Team Polti davanti ai suoi connazionali Rodolfo Ongarato e Emanuele Lupi.

## Tappe
| Tappa  | Data     | Percorso                                            | km  | Vincitore di tappa  | Leader cl. generale |
| ------ | -------- | --------------------------------------------------- | --- | ------------------- | ------------------- |
| 1ª     | 5 agosto | Rust > Guebwiller                                   | 162 | Danilo Hondo        | Danilo Hondo        |
| 2ª     | 6 agosto | Basilea > Müllheim                                  | 163 | Mirko Celestino     | Mirko Celestino     |
| 3ª-1ª  | 7 agosto | Kehl > Emmendingen                                  | 122 | Danny Jonasson      | Mirko Celestino     |
| 3ª-2ª  | 7 agosto | Emmendingen > Emmendingen (cron. individuale)       | 14  | Francisque Teyssier | Mirko Celestino     |
| 4ª     | 8 agosto | Lörrach > Wehr                                      | 166 | Bert Grabsch        | Mirko Celestino     |
| 5ª     | 9 agosto | Vogtsburg im Kaiserstuhl > Vogtsburg im Kaiserstuhl | 162 | Ellis Rastelli      | Mirko Celestino     |
| Totale | Totale   | Totale                                              | 789 |                     |                     |

## Dettagli delle tappe

### 1ª tappa
- 5 agosto: Rust > Guebwiller – 162 km

| Pos. | Corridore       | Squadra  | Tempo    |
| ---- | --------------- | -------- | -------- |
| 1    | Danilo Hondo    | Agro     | 3h57'15" |
| 2    | Harald Morscher | Saeco    | s.t.     |
| 3    | Rolf Sørensen   | Rabobank | s.t.     |

| Pos. | Corridore    | Squadra | Tempo    |
| ---- | ------------ | ------- | -------- |
| 1    | Danilo Hondo | Agro    | 3h57'05" |

### 2ª tappa
- 6 agosto: Basilea > Müllheim – 163 km

| Pos. | Corridore        | Squadra      | Tempo    |
| ---- | ---------------- | ------------ | -------- |
| 1    | Mirko Celestino  | Polti        | 4h16'05" |
| 2    | Emanuele Lupi    | Amore & Vita | a 23"    |
| 3    | Rodolfo Ongarato | Ballan       | a 54"    |

| Pos. | Corridore       | Squadra | Tempo    |
| ---- | --------------- | ------- | -------- |
| 1    | Mirko Celestino | Polti   | 8h13'10" |

### 3ª tappa - 1ª semitappa
- 7 agosto: Kehl > Emmendingen – 122 km

| Pos. | Corridore          | Squadra         | Tempo    |
| ---- | ------------------ | --------------- | -------- |
| 1    | Danny Jonasson     | Rabobank        | 3h04'31" |
| 2    | Johan Verstrepen   | Vlaanderen 2002 | s.t.     |
| 3    | Jean-Patrick Nazon | FDJ             | a 25"    |

| Pos. | Corridore       | Squadra | Tempo |
| ---- | --------------- | ------- | ----- |
| 1    | Mirko Celestino | Polti   |       |

### 3ª tappa - 2ª semitappa
- 7 agosto: Emmendingen > Emmendingen (cron. individuale) – 14 km

| Pos. | Corridore           | Squadra           | Tempo  |
| ---- | ------------------- | ----------------- | ------ |
| 1    | Francisque Teyssier | Mutuelle de Seine | 19'07" |
| 2    | Rolf Sørensen       | Rabobank          | a 2"   |
| 3    | Mirko Celestino     | Polti             | a 8"   |

| Pos. | Corridore       | Squadra | Tempo     |
| ---- | --------------- | ------- | --------- |
| 1    | Mirko Celestino | Polti   | 11h37'22" |

### 4ª tappa
- 8 agosto: Lörrach > Wehr – 166 km

| Pos. | Corridore       | Squadra    | Tempo    |
| ---- | --------------- | ---------- | -------- |
| 1    | Bert Grabsch    | Agro       | 4h23'55" |
| 2    | Mariano Piccoli | Brescialat | s.t.     |
| 3    | Tomasz Brozyna  | Mroz       | s.t.     |

| Pos. | Corridore       | Squadra | Tempo     |
| ---- | --------------- | ------- | --------- |
| 1    | Mirko Celestino | Polti   | 16h02'05" |

### 5ª tappa
- 9 agosto: Vogtsburg im Kaiserstuhl > Vogtsburg im Kaiserstuhl – 162 km

| Pos. | Corridore           | Squadra    | Tempo    |
| ---- | ------------------- | ---------- | -------- |
| 1    | Ellis Rastelli      | Brescialat | 4h25'24" |
| 2    | Andrzej Sypytkowski | Mroz       | s.t.     |
| 3    | Daniele De Paoli    | Ros Mary   | s.t.     |

| Pos. | Corridore        | Squadra      | Tempo     |
| ---- | ---------------- | ------------ | --------- |
| 1    | Mirko Celestino  | Polti        | 20h30'10" |
| 2    | Rodolfo Ongarato | Ballan       | a 1'14"   |
| 3    | Emanuele Lupi    | Amore & Vita | a 1'18"   |

## Classifiche finali

### Classifica generale
| Pos. | Corridore          | Squadra                    | Tempo     |
| ---- | ------------------ | -------------------------- | --------- |
| 1    | Mirko Celestino    | Team Polti                 | 20h30'10" |
| 2    | Rodolfo Ongarato   | Ballan                     | a 1'14"   |
| 3    | Emanuele Lupi      | Amore & Vita               | a 1'18"   |
| 4    | Daniele Contrini   | Brescialat-Liquigas        | a 1'33"   |
| 5    | Christophe Bassons | Festina-Lotus              | a 1'36"   |
| 6    | Gilles Maignan     | Mutuelle de Seine-et-Marne | a 1'51"   |
| 7    | Dirk Müller        | Team Deutsche Telekom-ARD  | a 1'54"   |
| 8    | Michael Rich       | Saeco                      | a 2'04"   |
| 9    | Félix García Casas | Festina-Lotus              | a 2'17"   |
| 10   | Marco Milesi       | Brescialat-Liquigas        | a 2'37"   |